# Chapelle Saint-Jean-Botlan d'Edern
La chapelle Saint-Jean-Botlan est située à Edern, en France.

## Localisation
La chapelle est située sur le territoire de la commune d'Edern, dans le département du Finistère, en région Bretagne.

## Description
La chapelle est une ancienne possession de l'ordre de Saint-Jean de Jérusalem, il s'agit d'une grande chapelle rurale du XVIe siècle possédant un seul bas-côté, aveugle, au nord de la nef. L'édifice présente un plan en croix latine avec un transept et un chœur un peu débordant. Le décor des portes, fleurons et pinacle, est courant dans les édifices locaux. Les arcs diaphragmes qui limitent la nef et les bras du transept, se rencontrent moins souvent.

## Historique
La chapelle est inscrite au titre des monuments historiques par arrêté du 12 février 1976.

## Galerie

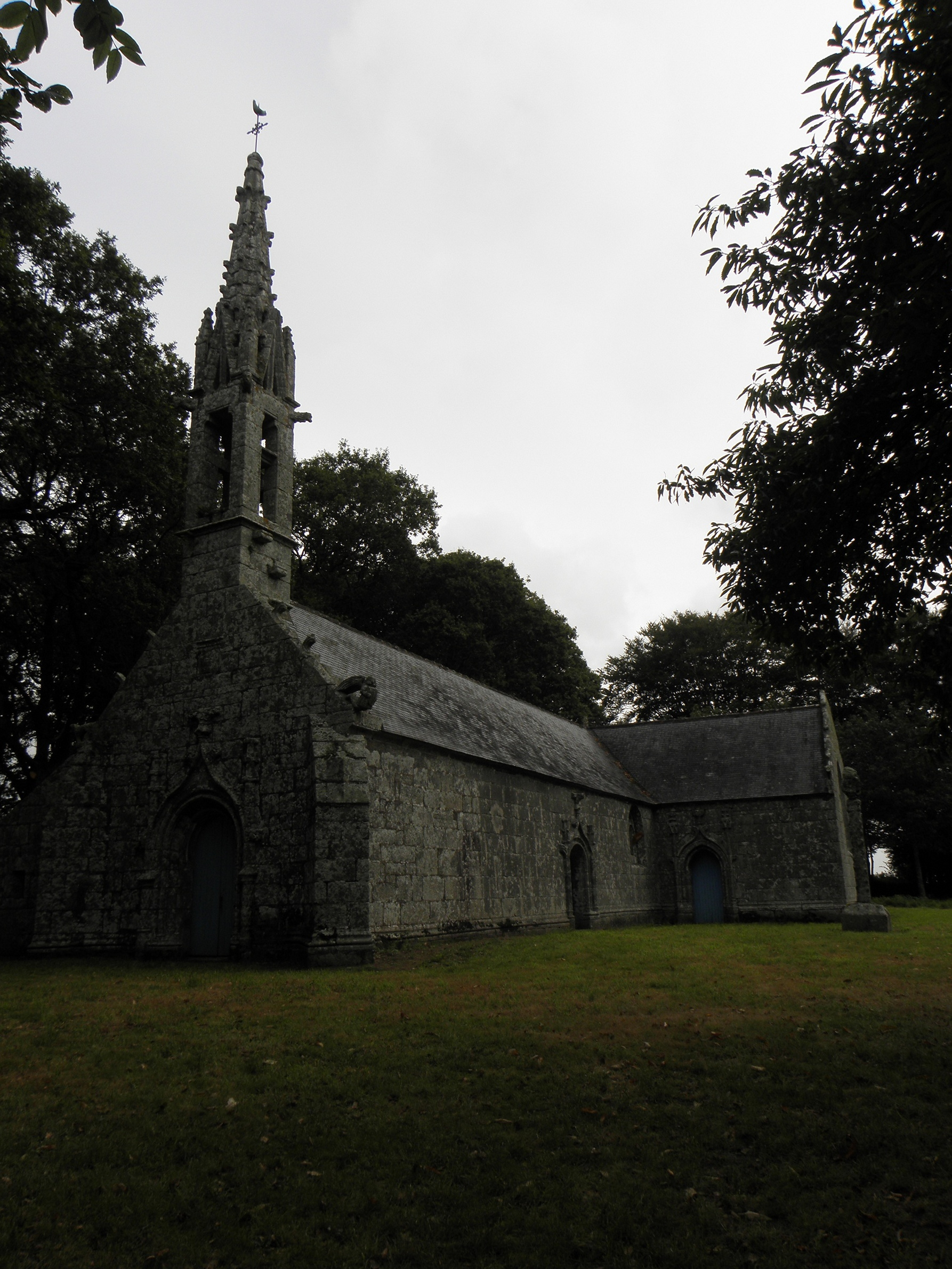
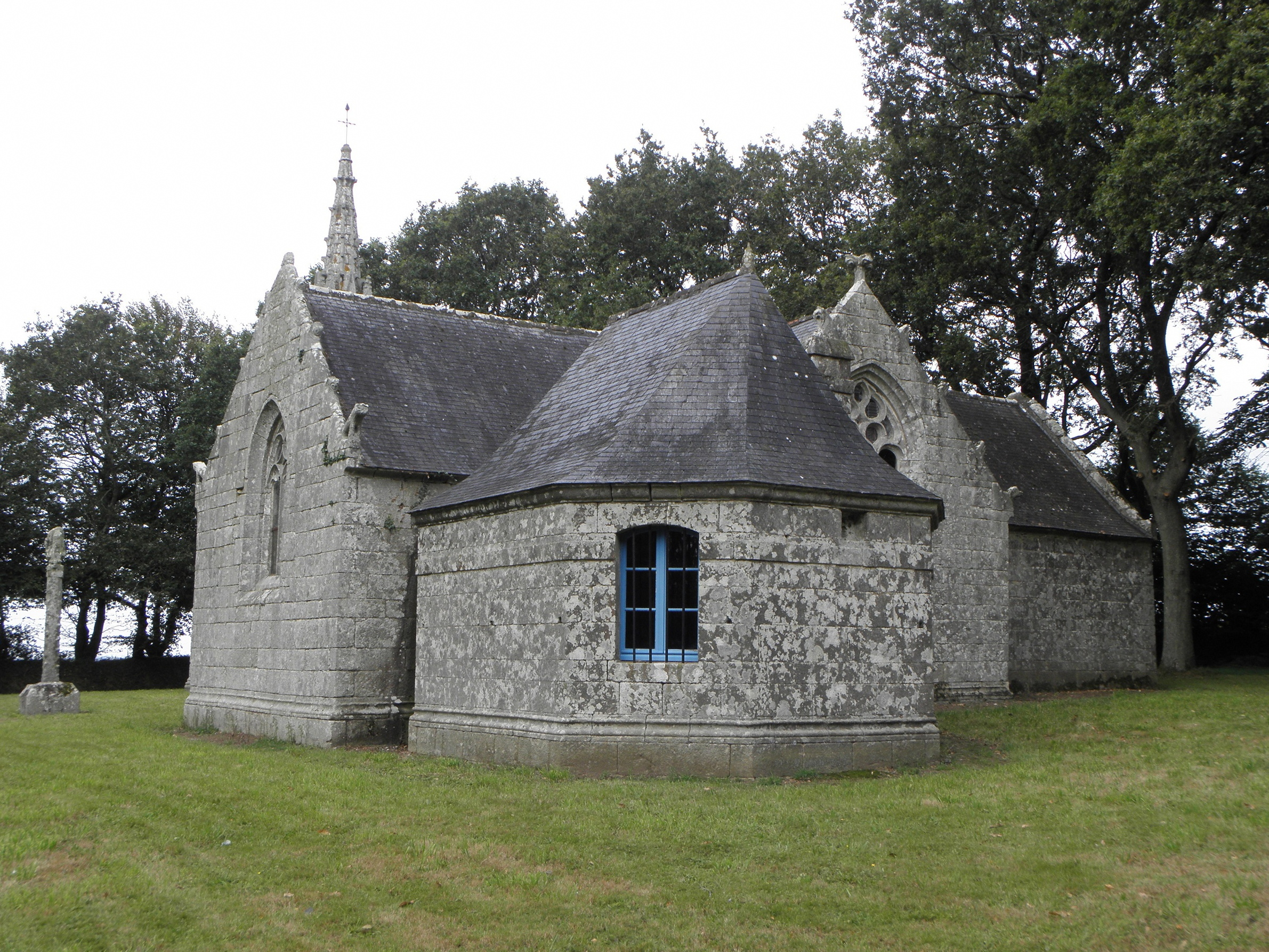
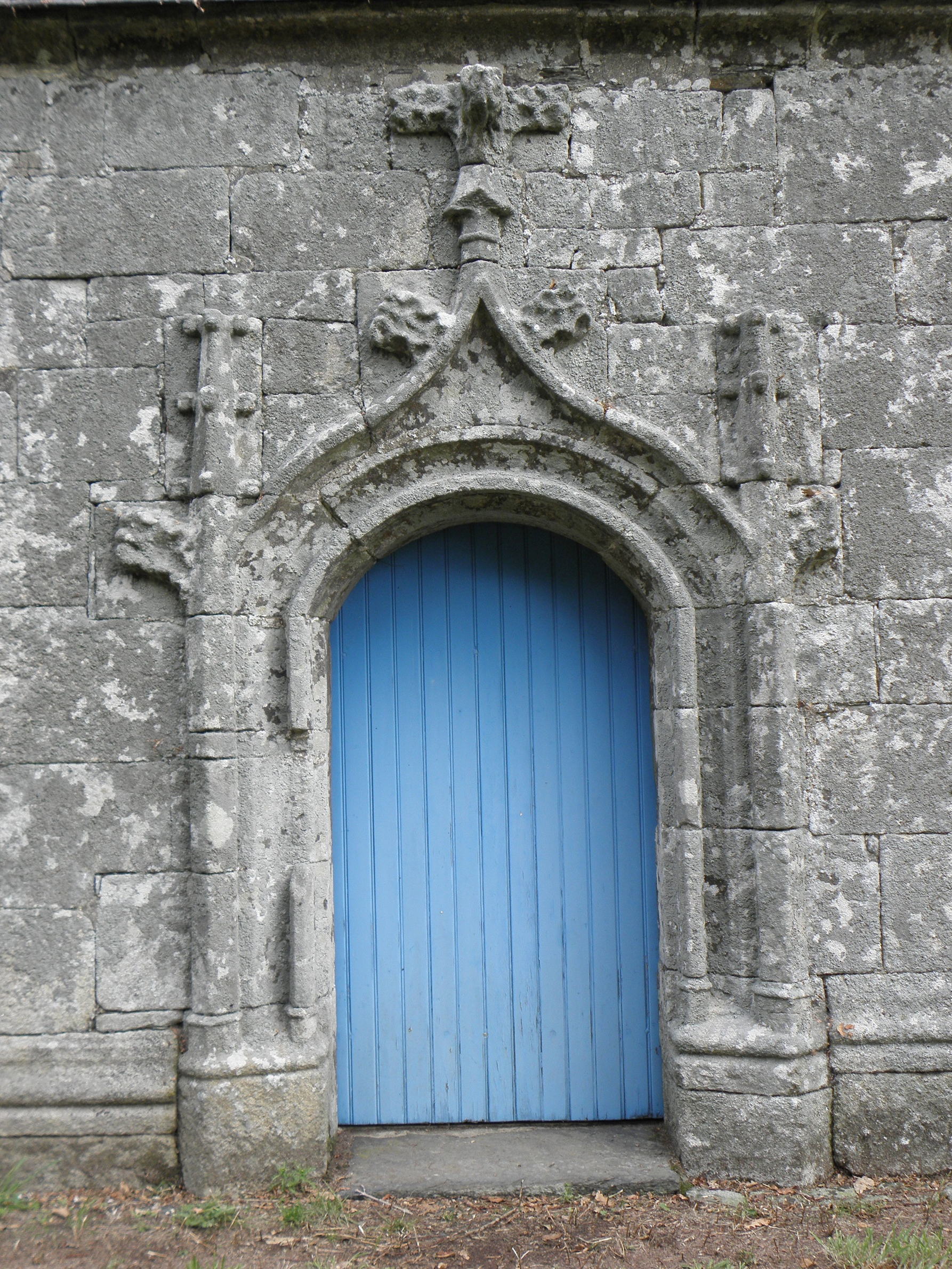
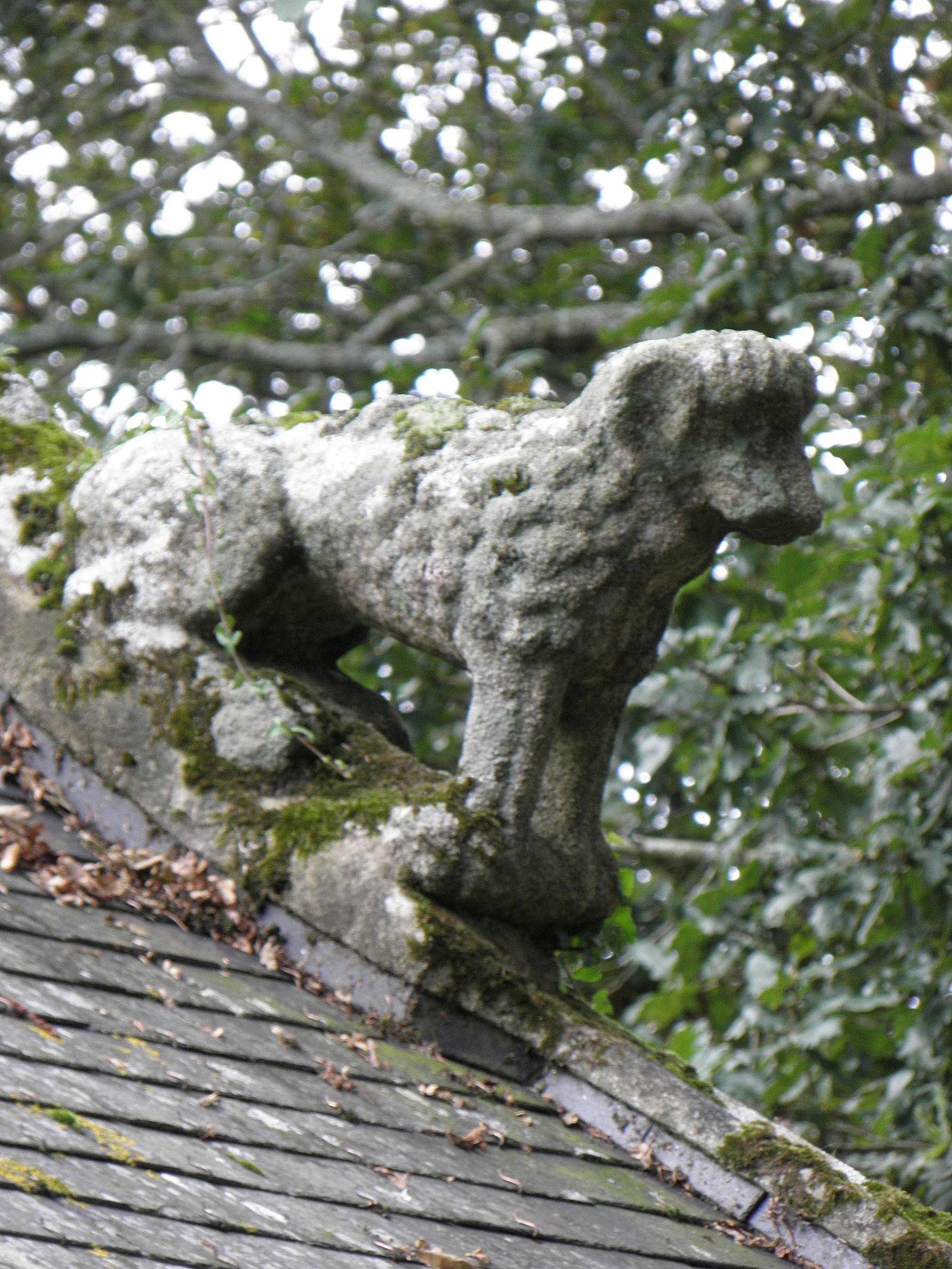
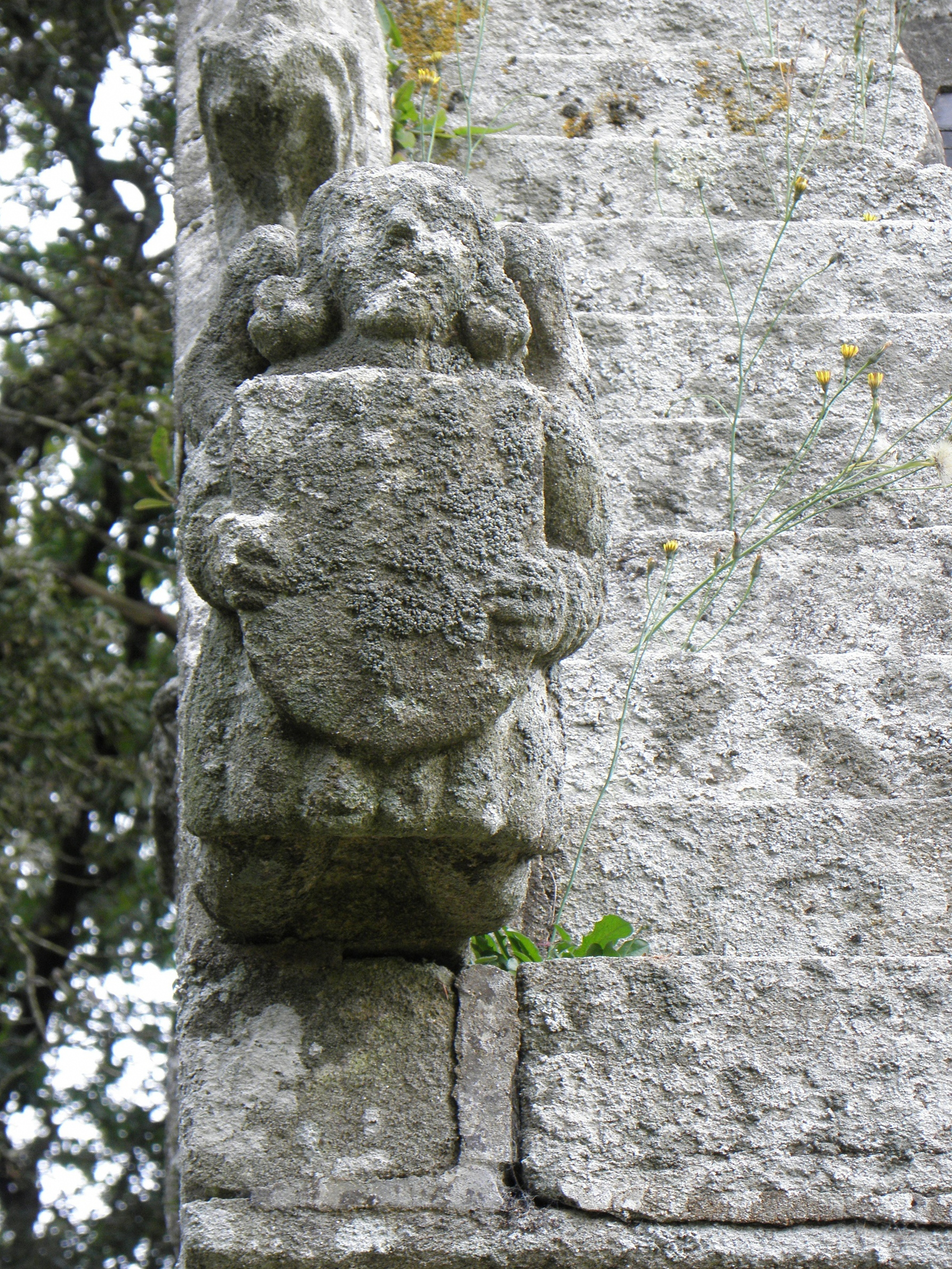